# Текс
Текс (от лат. textura — ткань, связь, строение или от лат. texo — тку, сплетаю; русское обозначение: текс, международное обозначение: tex) — внесистемная единица линейной плотности. Текс равен линейной плотности такого однородного тела (волокна, нити и т. п.), масса которого равна 1 г, а длина — 1 км. Применяется в текстильной промышленности. 
В соответствии с «Положением о единицах величин, допускаемых к применению в Российской Федерации», текс допущен к использованию в качестве внесистемной единицы линейной плотности без ограничения срока действия допуска с областью применения «текстильная промышленность». Тем же Положением не допускается применение наименований и обозначений единиц линейной плотности с дольными и кратными приставками СИ.

## Связь с другими величинами
В текстильном производстве толщину материалов (волокон, нитей и т. п.) характеризуют метрическим номером (N). Значение номера определяется по формуле {\displaystyle N={\frac {l}{m}}}, где l — длина материала, выраженная в метрах, а m — его масса, выраженная в граммах. Значение номера и линейной плотности T, выраженной в тексах, связаны соотношением {\displaystyle N={\frac {10^{3}}{T}}}.
1 текс равен {\displaystyle 9} ден. Таким образом, для перевода линейной плотности, выраженной в единицах текс ({\displaystyle D_{tex}}), в линейную плотность в единицах денье ({\displaystyle D_{den}}) применяют соотношение: {\displaystyle D_{tex}={\frac {D_{den}}{9}}}.